# 1995 BF2
1995 BF2 är en asteroid i huvudbältet som upptäcktes 30 januari  1995 av den japanska astronomen Takao Kobayashi vid Ōizumi-observatoriet.
Asteroiden har en diameter på ungefär 11 kilometer och den tillhör asteroidgruppen Emma.